# Ibrahim Hassan
Ibrahim Hassan (arabe : إبراهيم حسن) (né le 10 août 1966 au Caire) est un footballeur égyptien qui évoluait au poste de défenseur. C'est le frère jumeau de Hossam Hassan.

## Biographie
Lors de la révolte égyptienne au début de l'année 2011, il soutient le président Hosni Moubarak avant de tenter de se joindre aux manifestants de la place Tahrir quelques jours plus tard, mais ceux-ci ne lui pardonnent pas son opportunisme et le chassent.
En février 2024, il devient l'adjoint de son frère Hossam nommé au poste de sélectionneur de l'Égypte.

## Palmarès
- Avec Al Ahly  :
  - Champion d'Égypte en 1985, 1986, 1987, 1989, 1994, 1995, 1996, 1997, 1998, 1999 et 2000
  - Vainqueur de la Coupe d'Égypte : 1985, 1989, 1993 et 1996
  - Vainqueur de la Ligues des champions africaines en 1987
  - Vainqueur de la Coupes des coupes africaines en 1984, 1985, 1986 et 1993
  - Vainqueur de la Ligue des champions arabes en 1996
  - Vainqueur de la Coupe des coupes arabes en 1994
  - Vainqueur de la Supercoupe arabe en 1997 et 1998
  - Vainqueur de la Coupe afro-asiatique des clubs de football en 1988

- Avec Zamalek  :
  - Champion d'Égypte en 2001, 2003 et 2004
  - Vainqueur de la Coupe d'Égypte en 2002
  - Vainqueur de la Supercoupe d'Égypte en 2001 et 2002
  - Vainqueur de la Ligues des champions africaines en 2002
  - Vainqueur de la Supercoupe d'Afrique en 2002
  - Vainqueur de la Ligue des champions arabes en 2003

- Avec l'Égypte  :
  - Champion d'Afrique des nations en 1986 et 1998
  - Champion arabe des nations en 1992
  - Participation à la Coupe du monde en 1990
  - Participation à la Coupe des confédérations en 1999
  - Finaliste de la Coupe afro-asiatique des nations en 1987

- Avec Al Ain  Émirats arabes unis :
  - Champion des Émirats arabes unis